# NEIGHBOURHOOD
NEIGHBOURHOOD（ネイバーフッド）はメンバーにビブラフォン担当が在籍するという、特異な形態をとるロック・バンド。

## メンバー
Kawana / Guitar, Vocal , Composer & Video Director
Kazuhisa Mashiko / bass & Chorus
asa / Vibraphone, Percussion & Chorus（コドモカワウソ）
yachiko / Pianica, Percussion & Chorus （sjue）
Imai Takamasa / Drums（sjue）

## 概要・来歴
2000年7月結成。これまでに4枚のマキシシングル、1枚のアナログEPを制作。
iPhone/Android ゲームアプリへの楽曲提供や、サウンドトラックの配信なども行う。
現在は、ライブ・レコーディング・ミュージックビデオまでの全工程を、完全セルフプロデュースで制作する体制を構築。
枠にとらわれない自由度の高い活動スタイルを確立している。

## ディスコグラフィー

### オリジナル作品
- That Girl / Popholic / Waver / 6 minutes ago
- Give it to me / Complicated / MKU / BmW
- An Army at Dawn / Karma / To be / Raining
- UUU / Trumpet / Kid.jp / Wannabe

## ミュージックビデオ
| 監督           | 曲名      |
| Naoko Taketomi | That Girl |
| Kawanavox      | Karma     |